# 土壁

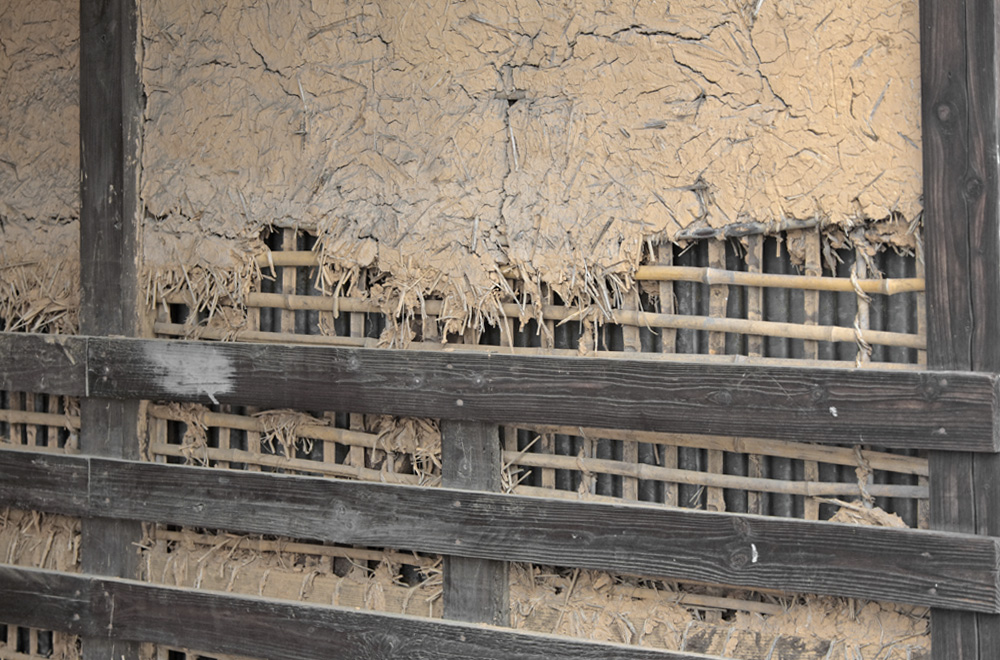
竹小舞が露出した土壁。
補強用に藁も塗り込められている。

土壁（つちかべ）は、土を用いて作られた壁の総称である。日本においては左官という専門職によって施工される。

## 構造

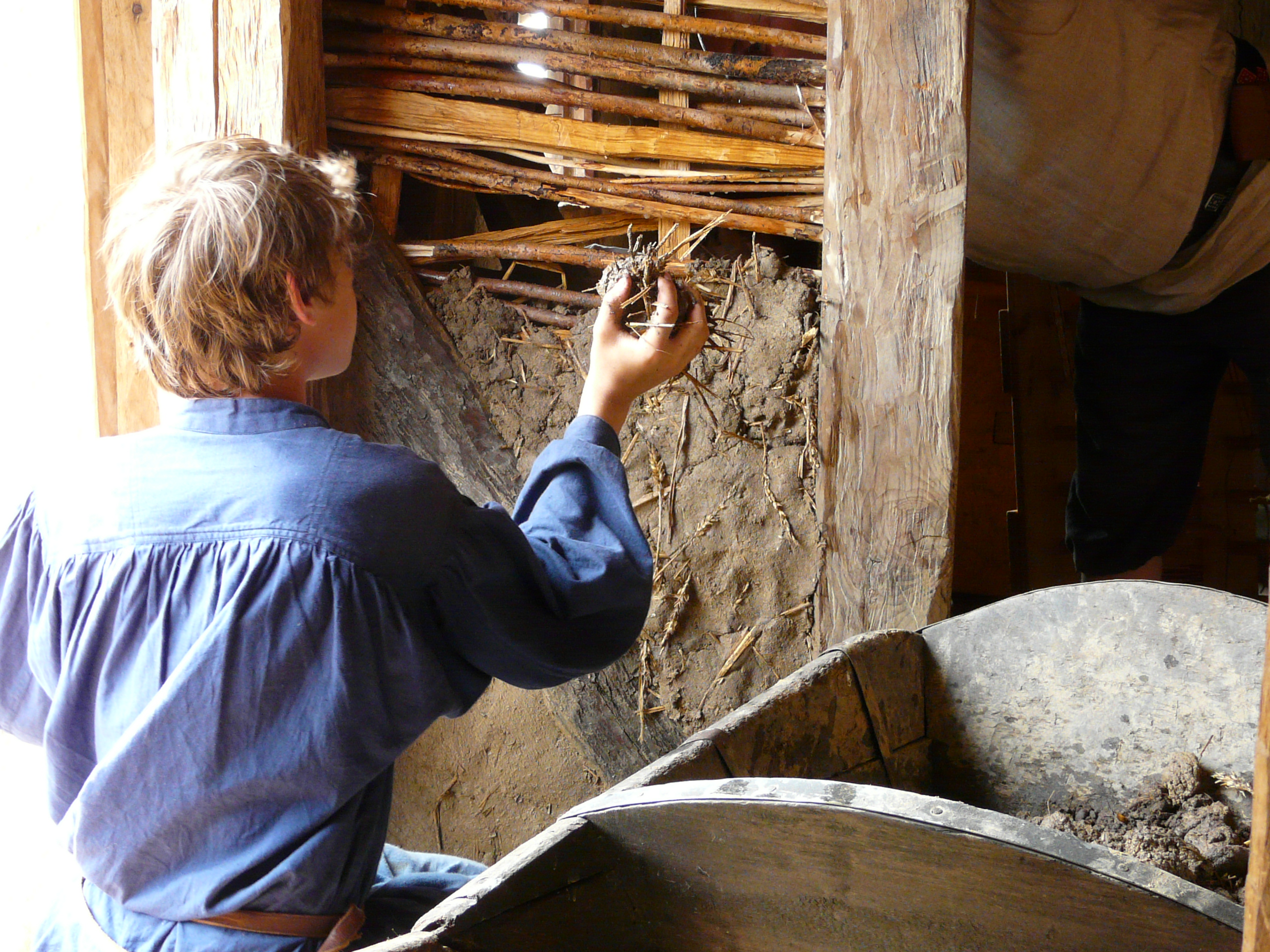
実験考古学でバイキングの建築方式で小舞（ Wattle ）に土を塗る様子

1. 小舞（英語版）という木や竹などを組んだ壁を下地とする。
2. 荒壁：土に水と藁を6cm程度に揃えて切った荒すさ（わらすさ）を混ぜた土を小舞に塗りつけた壁を作る。（丁寧に行う場合は、貫伏せ、ちり回り、斑直(むらなお)しも行う）[1][2]
3. 中塗り：荒壁に使った土を水で薄めてふるいにかけて、川砂と苆すさという荒すさを揉んだものを混ぜた土を荒壁に塗る[2]。
4. 上塗り：白土、黒サビ土、浅黄土などの色土と川砂とすさを混ぜて仕上げとする[2]。

## 工法

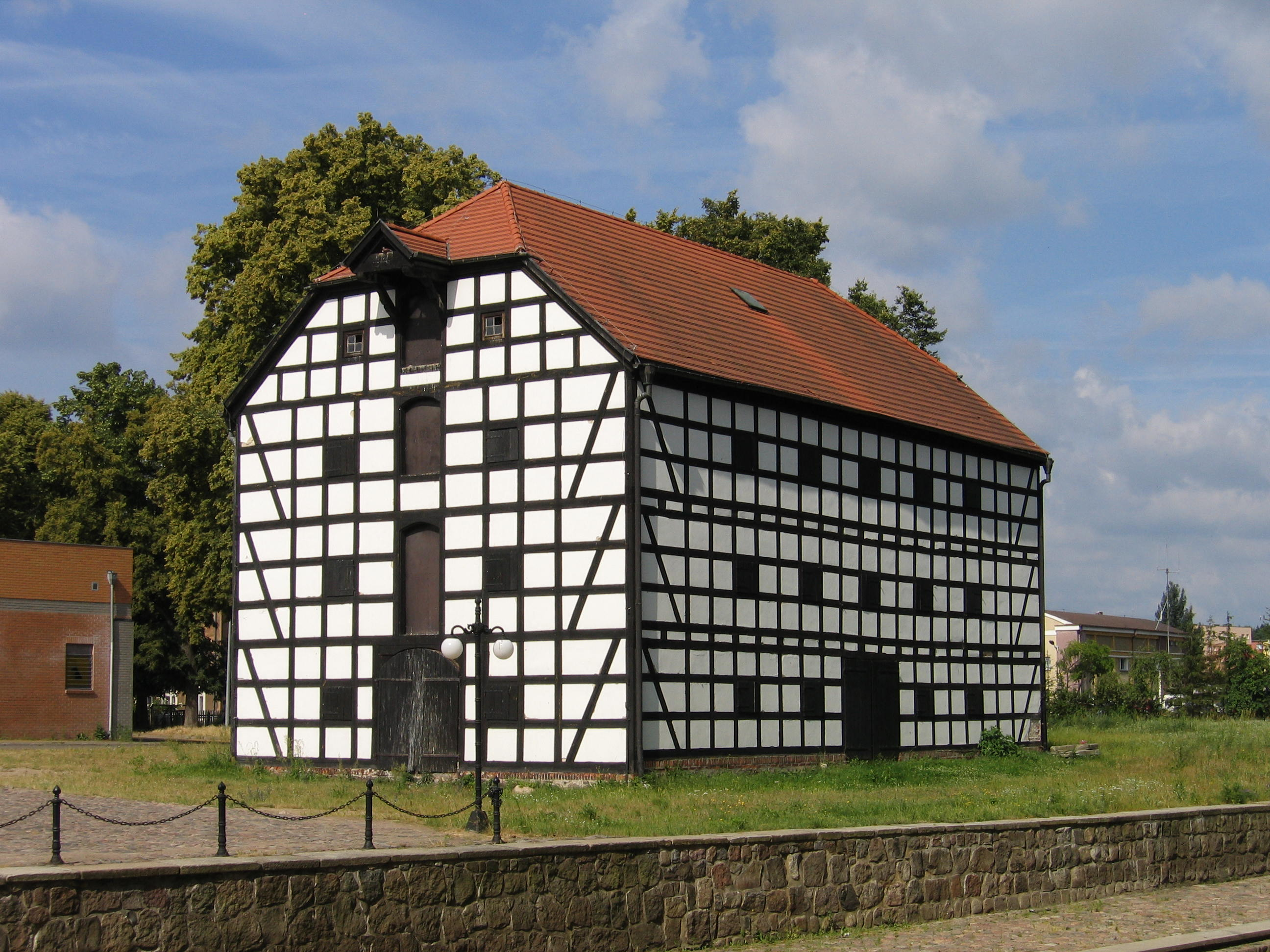
穀倉 (18世紀), ゴレニュフ, ポーランド

Norman Davey著『建築材料の歴史』では、土壁をせき板や型枠を用いない方法、せき板や型枠を用いる方法、土（粘土）のブロックを積み上げる方法、泥で煉瓦を作り予め乾燥させて用いる方法の4種類に分ける。
特に、せき板や型枠を用いる方法は、古代アイルランドでは籠枠を使って円形住居が作られたほか、ローマ時代の建築にもこの方法を使ったものがある。木の板や丸太などを並べて仕切った空間に土を詰めて突き固める中国や日本の版築もこの方法にあたる。日本では一般的に竹の骨組みを縄で組み（竹小舞、たけこまい）、藁などを練り込んだ土で塗り込めた壁を土壁ということが多い。フランスのピセ（Pise de terre）も木枠を使って土を入れて突き固めたものである。
一方、ペルシア語でチネ（chineh）、アラビア語でタウフ（tauf）またはトウフ（touf）と呼ばれる土壁は、せき板や型枠を使わずに切り藁や積草を泥と混ぜて固めたものである。
水合わせ
土に藁を入れてしばらくすると、藁がバクテリアによって分解されて芯が残り壁が強くなるというテクニック。この方法を使うと、乾燥時の収縮を抑えひび割れが均等に細かいものになる

## ギャラリー

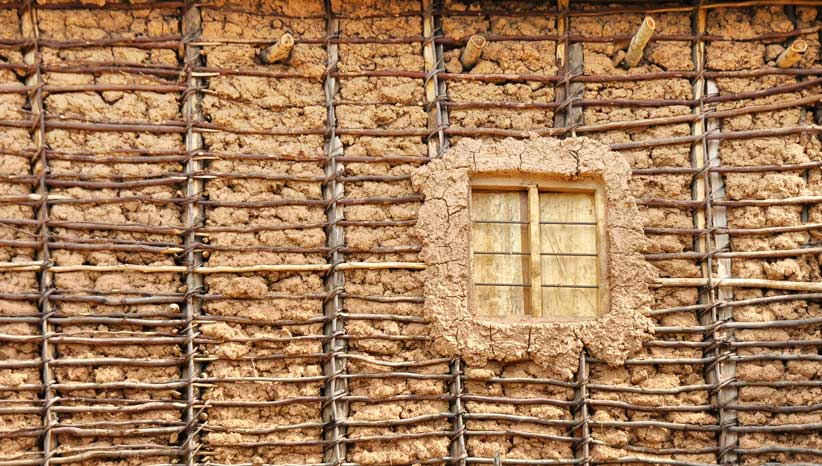
タンザニアの土壁
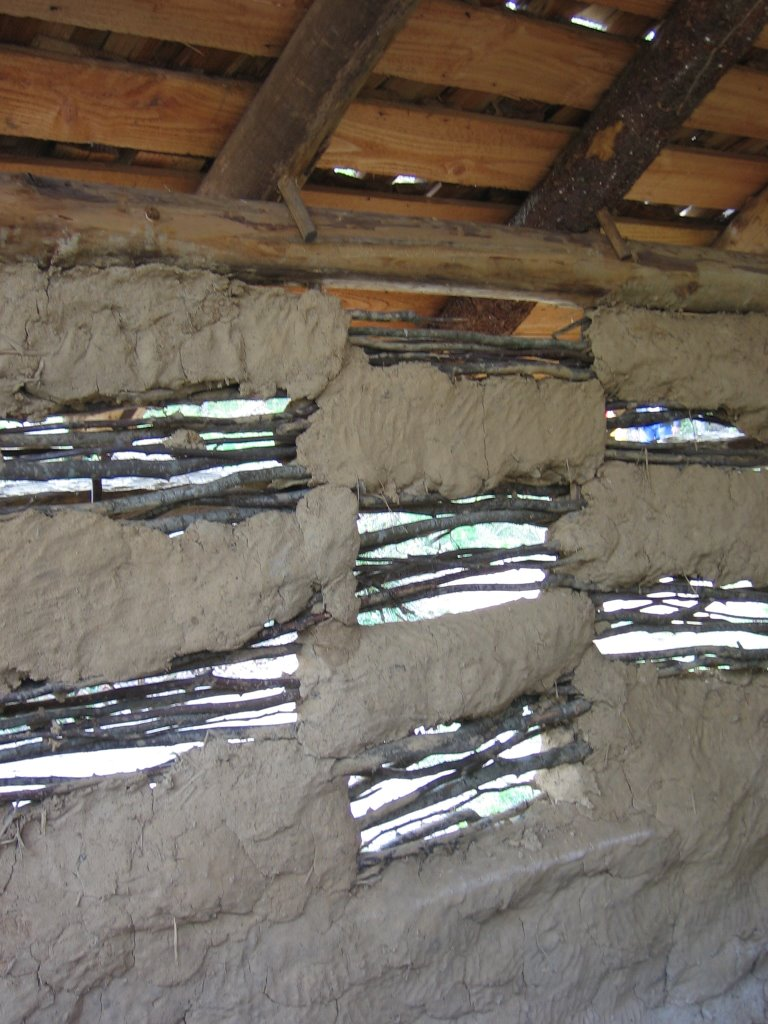
フランスの実験考古学で建てられた中世の築城再現ゲドロン城（フランス語版）
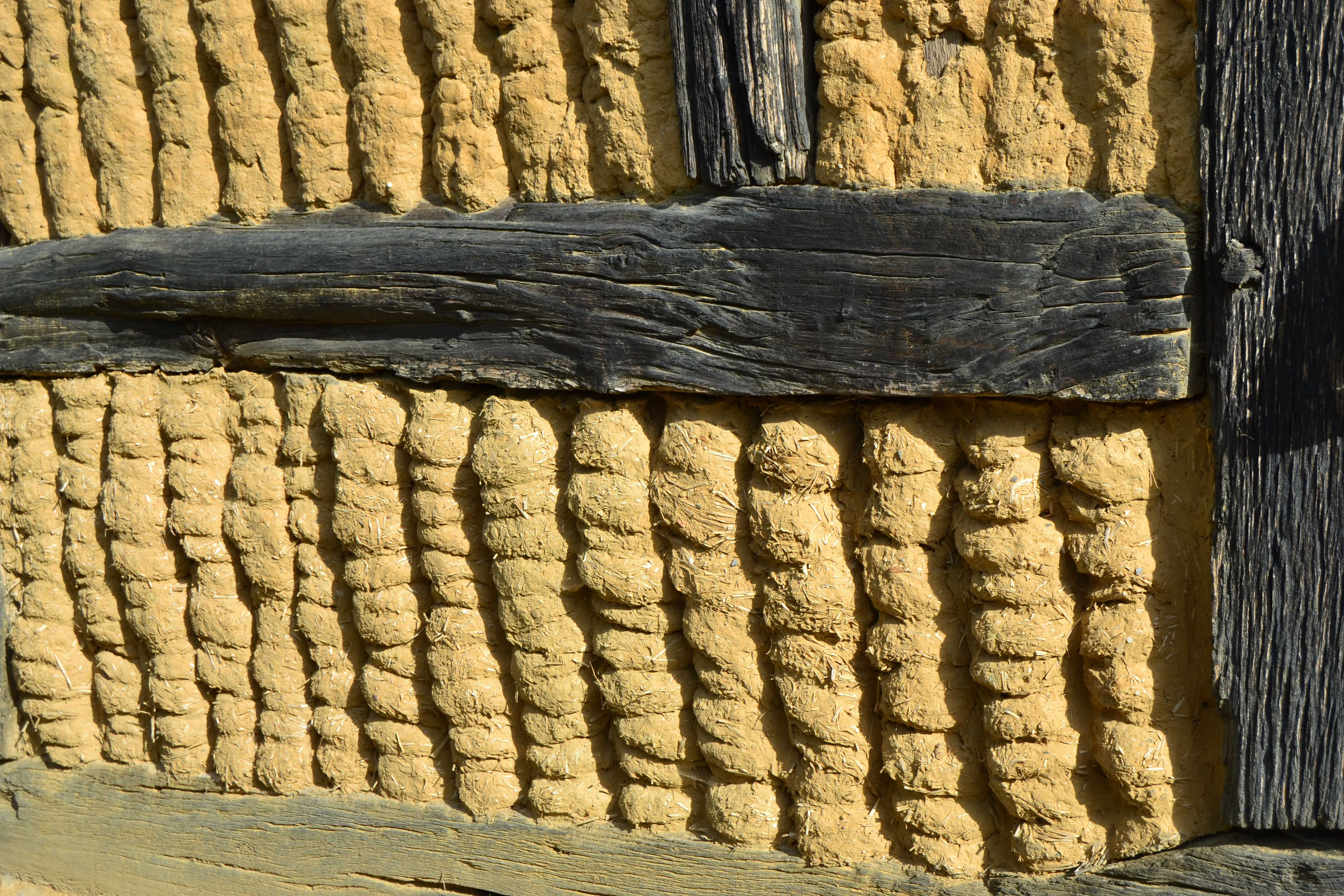
フランスのアルザス地域圏にあるエコミュージアムから
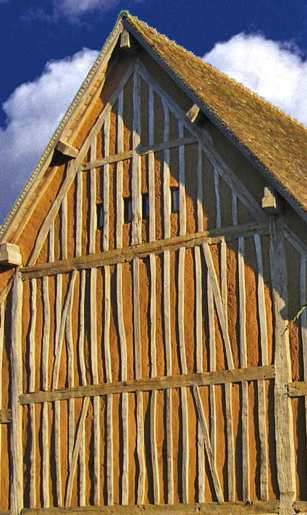
Torchis
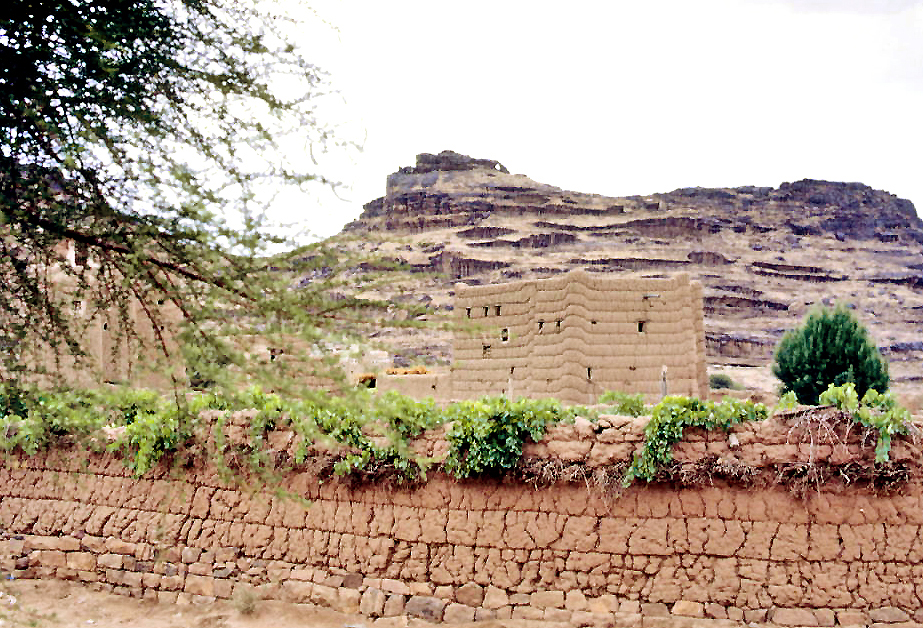
イエメンのサアダ（英語版）の建築